# Келвін Ньюборн
Е́двін Ке́лвін Нью́борн (англ. Edwin Calvin Newborn; 27 квітня 1933, Вайтвілл, Теннессі — 1 грудня 2018) — американський джазовий гітарист.

## Біографія
Народився 27 квітня 1933 року у Вайтвіллі, штат Теннессі. Навчався у Вищій школі ім. Букера Т. Вашингтона; потім у ЛеМойнському коледжі. Грав у гурті свого батька і Роєм Мілтоном у 1953 році; також у квінтеті зі старший братом піаністом Фінесом Ньюборном-молодшим (1931—1989).
На початку 1950-х записувався з Б. Б. Кінгом у клубах; також брав участь у музичних баттлах з Пі-Ві Крейтоном і Гейтмаусом Брауном. У 1959 році грав з Ерлом Гайнсом; потім з 1960 по 1961 гастролював і записувався з Лайонелом Гемптоном; також з Джиммі Форрестом, Біллом Девісом (1962), Фредді Роучем (1964). У 1960-х і 1970-х виступав у Мемфісі, у 1980-х у Лос-Анджелесі; записувався з Ліндою Гопкінс та ін.
З 1990-х записувався як соліст, дебютний альбом From the Hip вийшов на лейблі Rooster Blues у 1993, Up City на Omnifarious у 1998, і New Born на Yellow Dog Records у 2005. Clazz (Classical Jazz) був записаний в дуеті з клавішником/аранжувальником Кенні Лейваном, вийшов у 2011 на Omnifarious.

## Дискографія
- From the Hip (Rooster Blues, 1993)
- UpCity (Omnifarious, 1998)
- New Born (Yellow Dog, 2005)
- Clazz (Classical Jazz) (Omnifarious, 2011)